# Comunes populars (Xina)

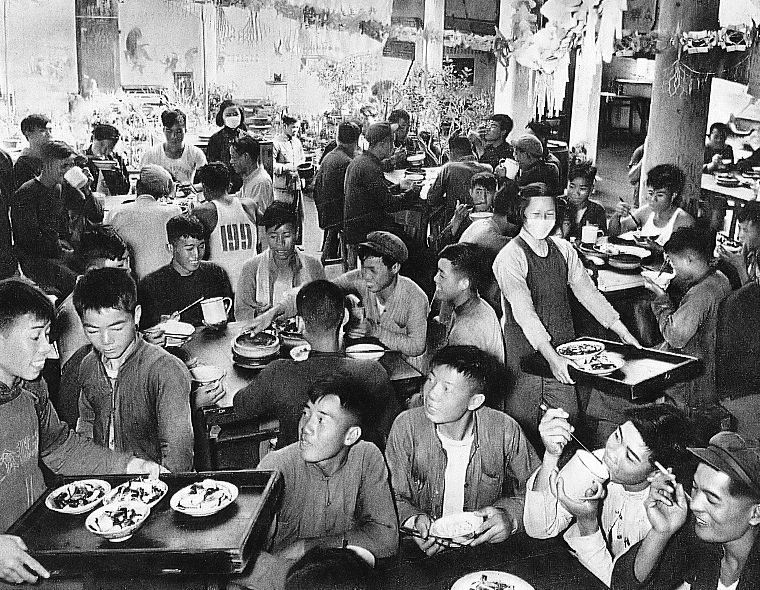
Àpat comunitari en una comuna rural.

Les comunes populars (en xinès: 人民公社; en pinyin: rénmín gōngshè) va ser la regió administrativa de més rang (de tres possibles) de les zones rurals de la República Popular de la Xina durant el període de 1958 a 1983, quan van ser substituïdes pels municipis. Les comunes, les unitats col·lectives més grans, tenien funcions governamentals, polítiques i econòmiques, i es dividien en brigades de producció i equips de producció.
Les comunes populars van néixer durant l'època del Gran Salt Endavant, amb el qual Mao Zedong pretenia realitzar la transició del socialisme al comunisme, forçant-ne la creació arreu del territori, afectant a uns 500 milions de persones, i portant la producció industrial, sobretot l'acer, de les ciutats al camp. Mao també va voler mobilitzar els camperols per dur a terme grans projectes d'aigua durant les temporades d'hivern per millorar la productivitat agrícola.
Les comunes no van ser només una organització de producció, sinó també un govern de base on el nucli principal és l'equip de producció. Les comunes rurals pertanyien formaven part del sistema d'economia planificada rural. Amb l'establiment de l'economia de mercat i la seva desintegració, les comunes foren reemplaçades per districtes administratius municipals, i el moviment a favor de les comunes va fracassar. Durant aquest període l'obertura, l'economia rural de la Xina i la vida dels camperols no van millorar substancialment, però es van produir problemes greus, quan els camperols van perdre la propietat dels mitjans de producció (terres i fàbriques), que va perjudicar greument l'entusiasme dels agricultors per la producció.

## Història
Les primeres comunes van aparèixer de manera improvisada a la província de Henan, l'abril de 1958, quan petites comunitats agrícoles es van anar agrupant i comunalitzant les terres i granges. La gran majoria dels agricultors van construir projectes de conservació d'aigua, de mecanització agrícola o de generació d'energia hidroelèctrica. Aquesta pràctica va començar a estendre's per altres territoris, Hebei i Manxúria, sense cap impediment de les autoritats maoistes que ho veien amb bons ulls. Chen Boada va qualificar l'experiment en una comuna de Hebei com d'èxit, ja que va aconseguir combinar agricultura i indústria, desenvolupar el coneixement científic i tecnològic i, "eliminar les diferències entre treball manual i mental, entre indústria i agricultura i entre ciutat i camp".
El 29 d'agost de 1958, el Comitè Central va ratificar la creació i promoció de comunes en tot el territori xinès, emfatitzant que era la "forma apropiada de guiar els camperols cap a l'accelaració de la construcció socialista, completar el socialisme i emprendre la transició gradual cap al comunisme". La mateixa resolució recomanava que les comunes havien de comprendre unes 2.000 unitats familiars camperoles. El desembre del mateix any, durant la sisena sessió plenària del novè Comitè Central del Partit Comunista de la Xina a Wuhan, es va decidir traslladar el centre de decisió de la comuna a l'equip bàsic de producció i es va definir com a unitat bàsica de comptabilitat, recaptació d'impostos i distribució d'ingressos. Els diners i els salaris pagarien segons la quantitat de treball i els punts de treball guanyats.
La transformació va créixer inesperadament, amb 24.000 comunes que agrupaven més de 750.000 granges col·lectives, amb una mitjana de 5.000 llars per comuna (unes 30.000 persones). Les comunitats, però, variaven en nombre, amb les més grans que podien agrupar fins a 100.000 persones a les més petites amb menys de 5.000.
Per posar en pràctica aquest pla, Mao va utilitzar el Moviment Anti-dretà per silenciar els seus opositors polítics, de manera que no va tenir pràcticament cap oposició quan finalment va implementar les comunes populars. Amb diverses campanyes de propaganda i gràcies a l'èxit d'algunes que van servir d'exemple, Mao va obtenir el suport inicial dels camperols.
La Constitució de la República Popular Xina de 1982 va establir que les zones rurals havien de constituir un govern de la regió administrativa del municipi i un comitè de vilatans. Tanmateix, va assentar les bases per a que les agències governamentals i les organitzacions econòmiques cooperatives regionals havien de ser institucions independents. En aquell moment, el comú de la gent, que es caracteritzava per "la integració del govern i la societat" i la gestió col·lectiva, es va dissoldre. A la fi de 1984, la majoria de les comunes rurals del país van completar la transformació de comunes a municipis, i només n'hi havia algunes.
A principis de 2009, el municipi de Zhoujiazhuang, a la ciutat de Jinzhou, província de Hebei, popularment conegut com "l'única comuna de gent que queda a la Xina", va repartir prop de 70 milions de iuans (uns 8,5 milions d'euros) a més de 12.000 membres l'any 2008, amb un import mitjà d'aproximadament 6.000 iuans (700 euros, aproximadament) per capita. El municipi de Zhoujiazhuang va establir un grup d'ajuda mútua el 1949, una cooperativa el 1952, una comuna popular el 1958 i una cooperativa agrícola, industrial i comercial el 1983. Des de 1952, les cooperatives han funcionat col·lectivament de manera unificada, el sistema no ha canviat i el sistema de punts de treball s'ha anat adaptant durant 55 anys.

## Organització

### Unitat de la política i la societat
La Comuna és una organització que integra el poder polític i la societat i és la unitat bàsica de la societat socialista de la Xina rural. Una comuna típica estava formada per diverses cooperatives de producció agrícola (granges col·lectives), amb una mitjana de 5.000 llars per comuna (unes 30.000 persones). Les comunes tenien, entre d'altres, les funcions de seguretat pública, comerç, finances, fiscalitat, comptabilitat i planificació, totes sota el control del Partit Comunista Xinès .
L'alimentació, la roba, l'habitatge i el transport dels pagesos estaven sota el control de la comuna, que és l'entitat de la vida política, econòmica i social dels camperols. Es lliurava a la gent objectes com pots, lavabos, taules i cadires. Cada persona havia de treballar 28 dies al mes, les dones també, i la mainada anaven a guarderies. Els agricultors menjaven una vegada a la cantina per intentar establir un sistema de subministrament gratuït d'aliments i necessitats. La idea final del comú espera despertar la iniciativa dels agricultors i construir una societat local autosuficient.

### Equip de producció
L'equip de producció de la unitat bàsica de comptabilitat de la Comuna. L'organització de les comunes podia ser de dos nivells (comuna i equips de producció), o tres (comuna, brigades de producció i equips de producció). Les comunes més grans es dividien en brigades de producció, que al seu torn es subdividien en equips de producció (equivalents a les anteriors cooperatives), que podien incloure la meitat del poble. Cada agricultor s'organitzava en un grup; un determinat nombre de grups s'organitzen en un equip de producció; diversos equips de producció s'organitzaven en brigades de producció, que equivalien als districtes (o pobles petits) administratius d'avui; finalment, per sobre de la brigada hi havia la Comuna popular, equivalent a la mida d'una ciutat o municipi.
L'estat assignava uns objectius de tasques de producció a cada comuna cada any. La comuna assignava al seu torn els objectius nivell per nivell. Tota la producció dels agricultors era planificada i comprada de manera uniforme per part de l'estat i les mercaderies necessàries pels agricultors les assignava i entregava l'estat. Tots els processos de producció regien pel que dictaminava el col·lectiu, no agricultors individuals. Els ingressos dels agricultors es determinen per punts de treball i el valor dels punts de treball era la mitjana de tota la brigada menys les despeses assistencials estatals i comunals.

### Empresa comunitària
Les comunes van donar lloc a empreses comunals i brigades. Aquestes empreses rebien de grans empreses estatals productes electrònics, màquines, eines i acer. A través de les petites empreses comunals es desenvolupaven models adaptables a l'àmbit local. Això va portar a que durant el període de mecanització agrícola dels anys setanta, hi havia centenars de models d'un mateix tractor a tot el país adequats per a diferents terrenys.

## Vida quotidiana
A les comunes es compartia tot. Les cuines privades es van tornar redundants, i tot el matèria de les mateixes, com ara taules, cadires, estris de cuina i paelles, van contribuir a la cuina de la comuna. La idea era reemplaçar la cuina per un menjador comunal, on totes les famílies compartissin els àpats conjuntament i tothom s'alimentés per igual.
Les feines dels habitants variaven segons les necessitats de cada moment i les persones eren assignades a unes tasques o d'altres en funció del que els dirigents de la comuna creien més necessari i apta per la persona.
Les comunitats van exercir la gestió i el control de tots els recursos rurals com el treball i la terra. A causa del control governamental dels recursos i el mal temps en 1958, 1959 i 1960, la gran fam xinesa es va estendre al camp, amb molta exportació a zones urbanes.